# Đội Nhân
Đội Nhân (1880-1908), tên thật là Đặng Đình Nhân, là một nhà yêu nước của Việt Nam, một trong những lãnh đạo trong cuộc binh biến Hà thành đầu độc.

## Thân thế
Tài liệu lịch sử ghi chép về ông rất ít, chỉ biết ông sinh năm 1880, quê gốc ở Bạch Mai, nội thành Hà Nội. Ông là anh cả trong gia đình có 3 anh em. Người em kế ông tên là Đặng Đình Mẫn, em út tên Đặng Đình Giao.
Xuất thân trong gia đình khá giả với nghề thuốc của cha mẹ nên từ nhỏ anh em ông được gia đình cho sang Pháp du học. Về sau, ông gia nhập lực lượng lính khố đỏ cho Pháp, do có học vấn và biết tiếng Pháp nên được thăng đến chức Đội (tương đương Hạ sĩ), vì vậy mọi người mới gọi ông là Đội Nhân.

## Vụ Hà Thành đầu độc
Sách "Phan Bội Châu toàn tập" chép một tối ở đền Bạch Mã, phố Hàng Buồm, đội Bình, tức Nguyễn Chí Bình, đã mời rượu gần 200 anh em đồng chí hướng. Ông nghiêm trang nói: "Hôm nay, chúng ta bàn với nhau một việc đặc biệt hệ trọng. Đó là việc lấy lại đất nước Việt Nam, khôi phục mọi quyền lợi của chúng ta. Nếu mưu đồ không thành công, chúng ta phải đeo đuổi nhiệm vụ này tới chết. Quyết không lùi bước trước sự hi sinh nào để cứu lấy Tổ quốc chúng ta. Các đồng bào có đồng ý với tôi về vấn đề này không? Có tán thành kế hoạch của tôi không?". Mọi người nhiệt liệt tán thành. Một kế hoạch đánh chiếm đầu não bộ máy cai trị thực dân đã được mọi người bàn bạc là sử dụng cà độc dược để các đầu bếp người Việt bỏ vào thức ăn quân Pháp. Sau đó, các nhóm cai đội, binh lính yêu nước sẽ chiếm kho vũ khí, rồi bắn pháo hiệu cho các toán quân ngoài thành ập vào cùng đánh chiếm đầu não thực dân Pháp. Đội Nhân chỉ huy nhóm đánh vào phủ toàn quyền Đông Dương, đội Bình dẫn nhóm đánh bộ tham mưu Pháp và đội Cốc sẽ cầm đầu đánh tòa thống sứ Bắc Kỳ...
Bữa tối ngày 27 tháng 6 năm 1908, toàn bộ 200 lính Pháp được cho ăn cà độc dược và trúng độc, nhưng ngay sau đó quân Pháp báo động toàn thành và toàn bộ lính người Việt trong thành tham gia khởi nghĩa, chưa kịp bắn ba phát đại bác như đã định, thì đã bị tước vũ khí và bị bắt giam. Ngày hôm sau Pháp đem ra xử và khép tội tử hình đối với 13 binh lính và bồi bếp người Việt. Số lính Pháp thì không có ai thiệt mạng vì độc dược.

## Chết
Ngày 8 tháng 7 năm 1908, ông cùng Nguyễn Chí Bình, Nguyễn Văn Cốc bị quân Pháp xử chém ở phía trước cột cờ Hà Nội (tại vườn hoa Chi Lăng ngày nay). Những giờ phút cuối cùng, các ông vẫn tự bước ra pháp trường để thọ hình. Riêng đội Nhân khi nghe mình bị kết tội "phiến loạn" đã khẳng khái trả lời: "Ta không làm loạn, mà chỉ trung với nước!".

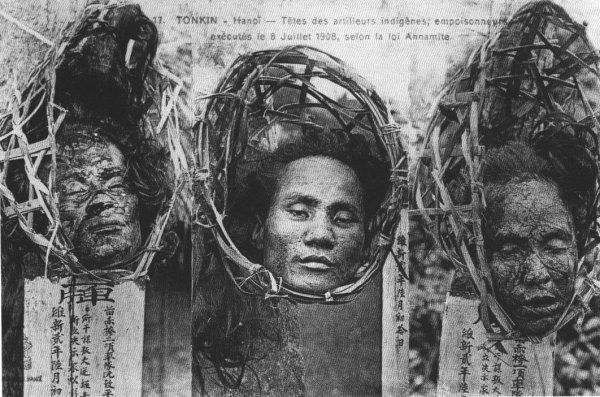
Thủ cấp của Dương Bé, Đội Bình và Đội Nhân bị xử trảm ngày 8 tháng 7 năm 1908 trong vụ "Hà Thành đầu độc"

Sau khi các ông thọ hình, chính quyền Pháp đã bêu đầu của các ông nhằm ra oai và khủng bố tinh thần dân Việt, để làm thui chột sự phản kháng của người Việt yêu nước. Đầu đội Nhân bị bỏ rọ tre, treo ở cành đa cổ thụ, ngã tư Trung Hiền, cửa ngõ đông người qua lại ở làng Bạch Mai. Tuy nhiên, ngày trong đêm đó, dân làng và thân tộc đã cướp lại được đầu ông và bí mật đem đi chôn.
Ban đầu thủ cấp ông được cướp lại để bí mật chôn cất ở làng Bạch Mai. Sau năm 1954, thủ cấp ông được chuyển về nơi mộ mới ở làng Huỳnh Cung, Văn Điển, rồi tiếp tục cải táng sang Đa Phúc. Cuối cùng thủ cấp của ông được chuyển về Nghĩa trang Thanh Tước cho đến ngày nay.
Riêng phần di thể của ông bị mất tích. Hầu hết các nhà nghiên cứu tin rằng di thể của ông được vùi trong nấm mộ tập thể ở pháp trường Vườn Bàng, sau đó được di dời về một ngõ sâu tại phố Khâm Thiên (Hà Nội). Hiện tại ở Hà Nội có phố Đội Nhân dài 300 m tại phường Cống Vị, quận Ba Đình, được đặt tên từ tháng 7 năm 1999.

## Gia đình
Khi ông thọ hình, vợ ông đang mang thai con gái đầu lòng nhưng bà kịp lánh nạn về quê, rồi cũng sớm mất vì buồn đau, để lại con gái Đặng Đình Đức. Sau này, bà Đức làm nghề bốc thuốc, nối nghiệp ông bà nội, nổi tiếng ở ngõ 105 Bạch Mai, nhưng không lập gia đình cho đến khi qua đời.